# Живко Папаз
Живко Папаз је српски параолимпијац који се такмичи у стрељаштву.
Петоструки је учесник Летњих параолимпијских игара. Освајач је бронзане медаље на Европском првенству 2013. и сребрне медаље на Светском првенству 2019. године.
Током служења војске 1992. године повредио је кичмену мождину.